# مور بارك (محطة مترو أنفاق لندن)
مور بارك (بالإنجليزية: Moor Park)‏ هي إحدى محطات مترو أنفاق لندن. تقع على خط ميتروبوليتان أفتتحت في المنطقة (Zone) رقم 6 وA أفتتحت في 09 مايو 1910.

## معرض صور

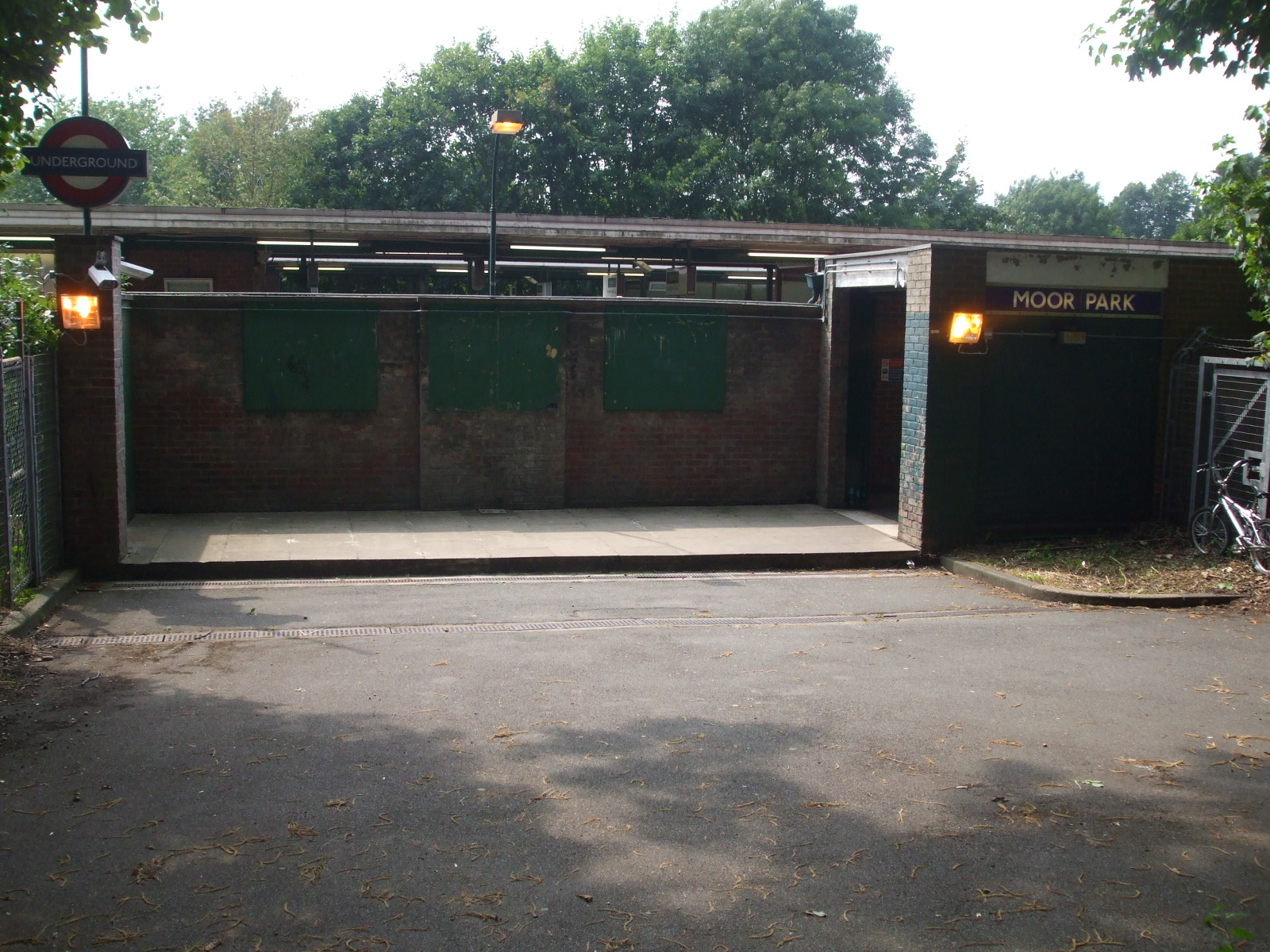
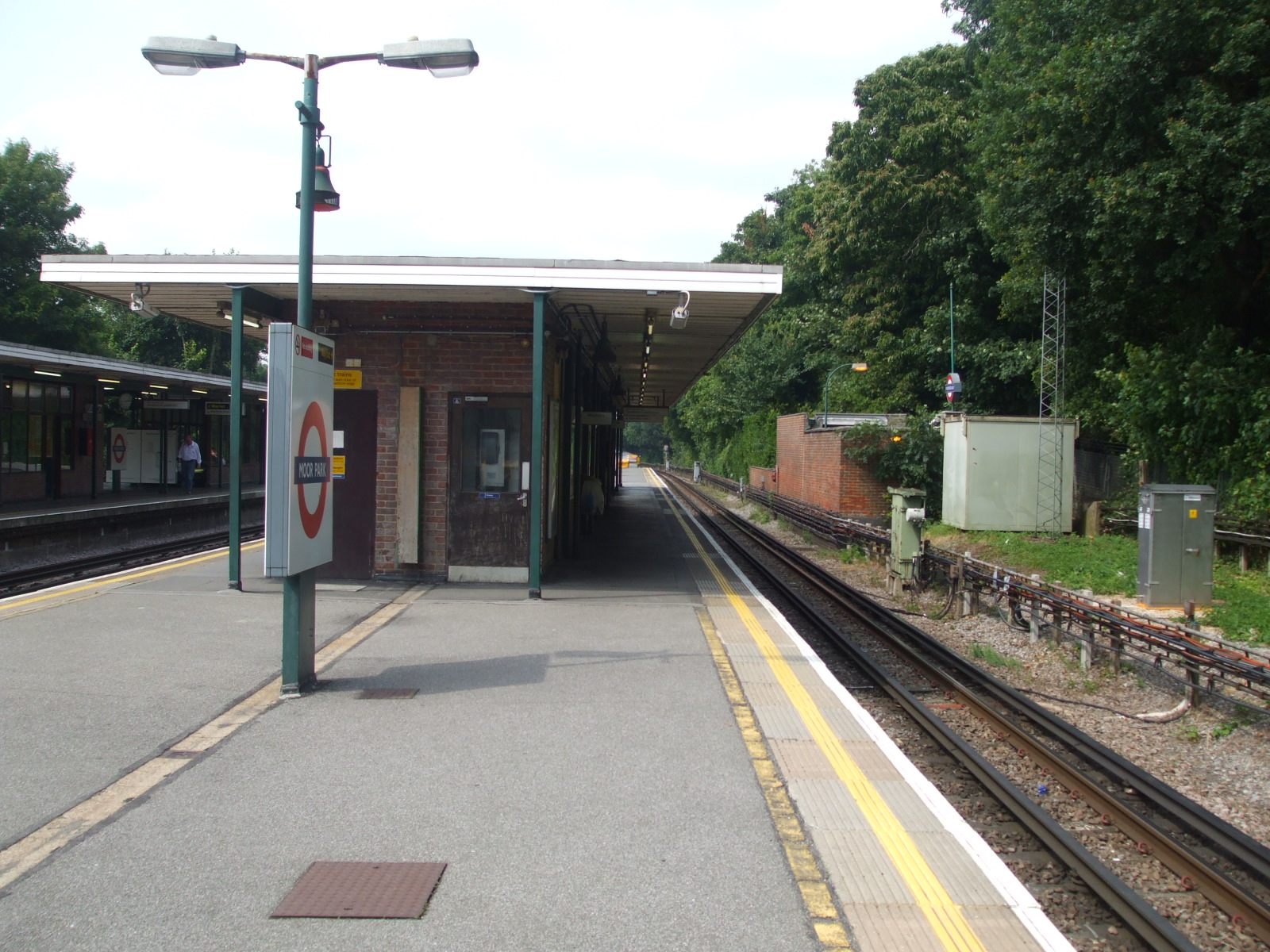
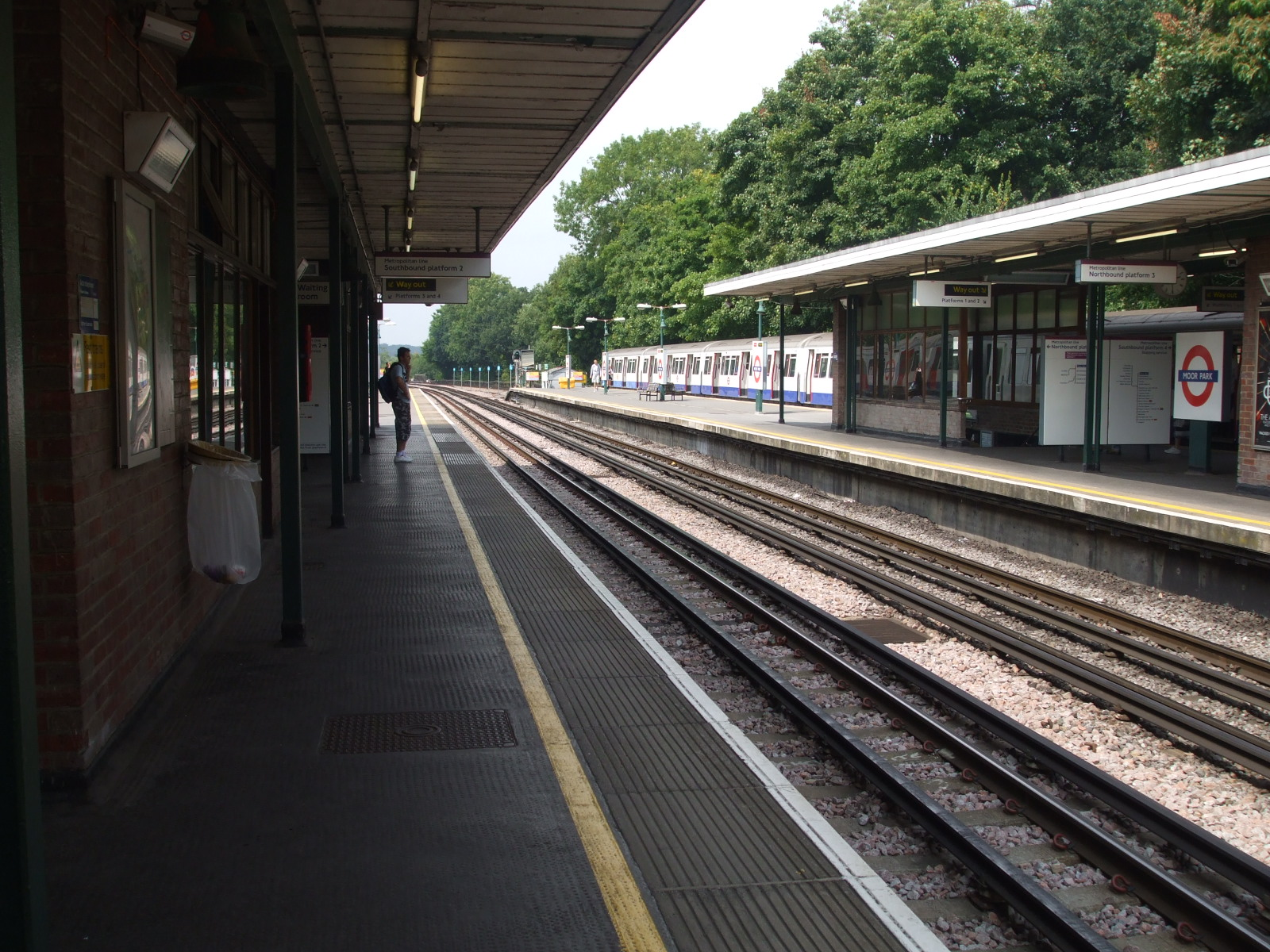
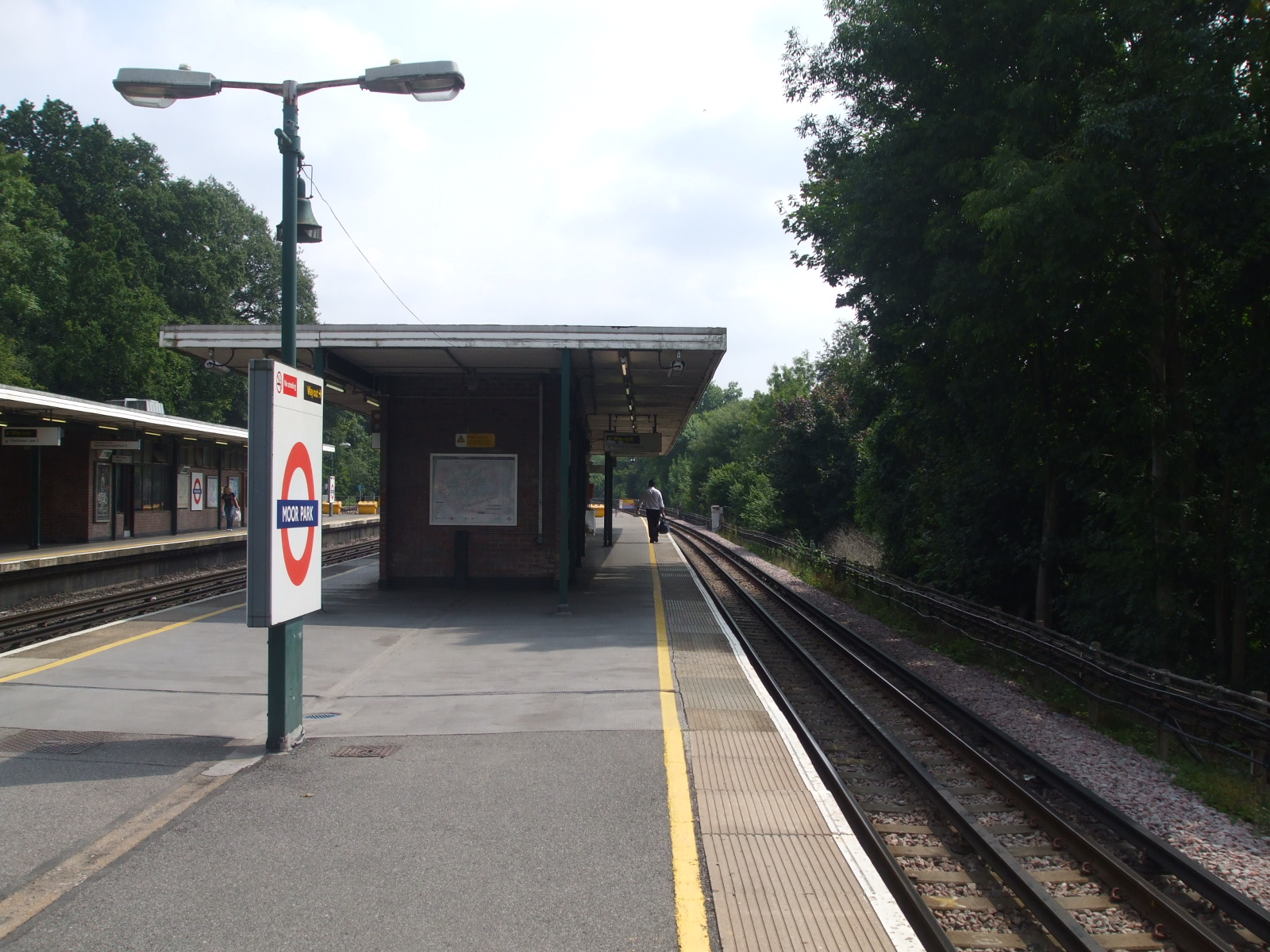
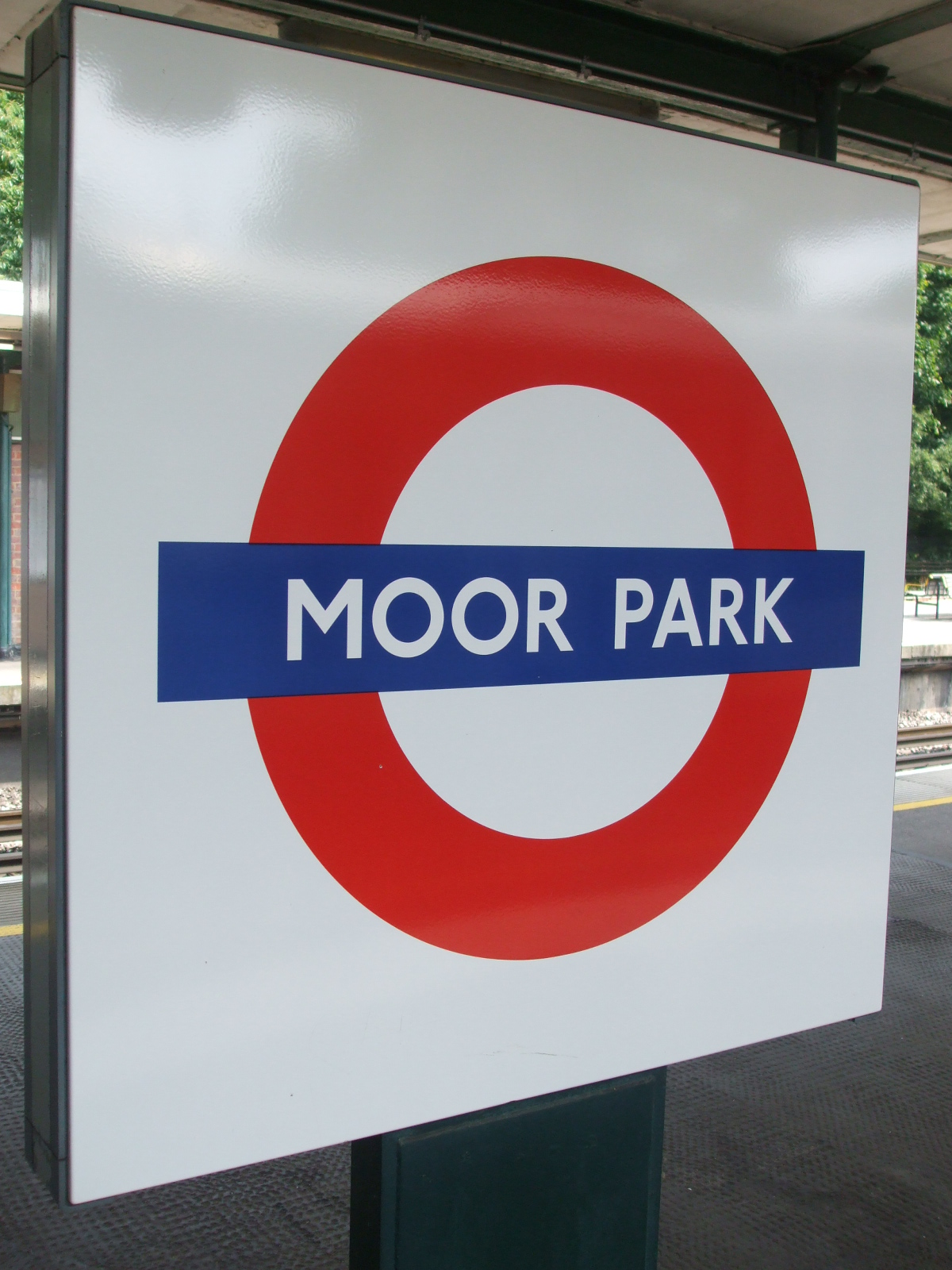
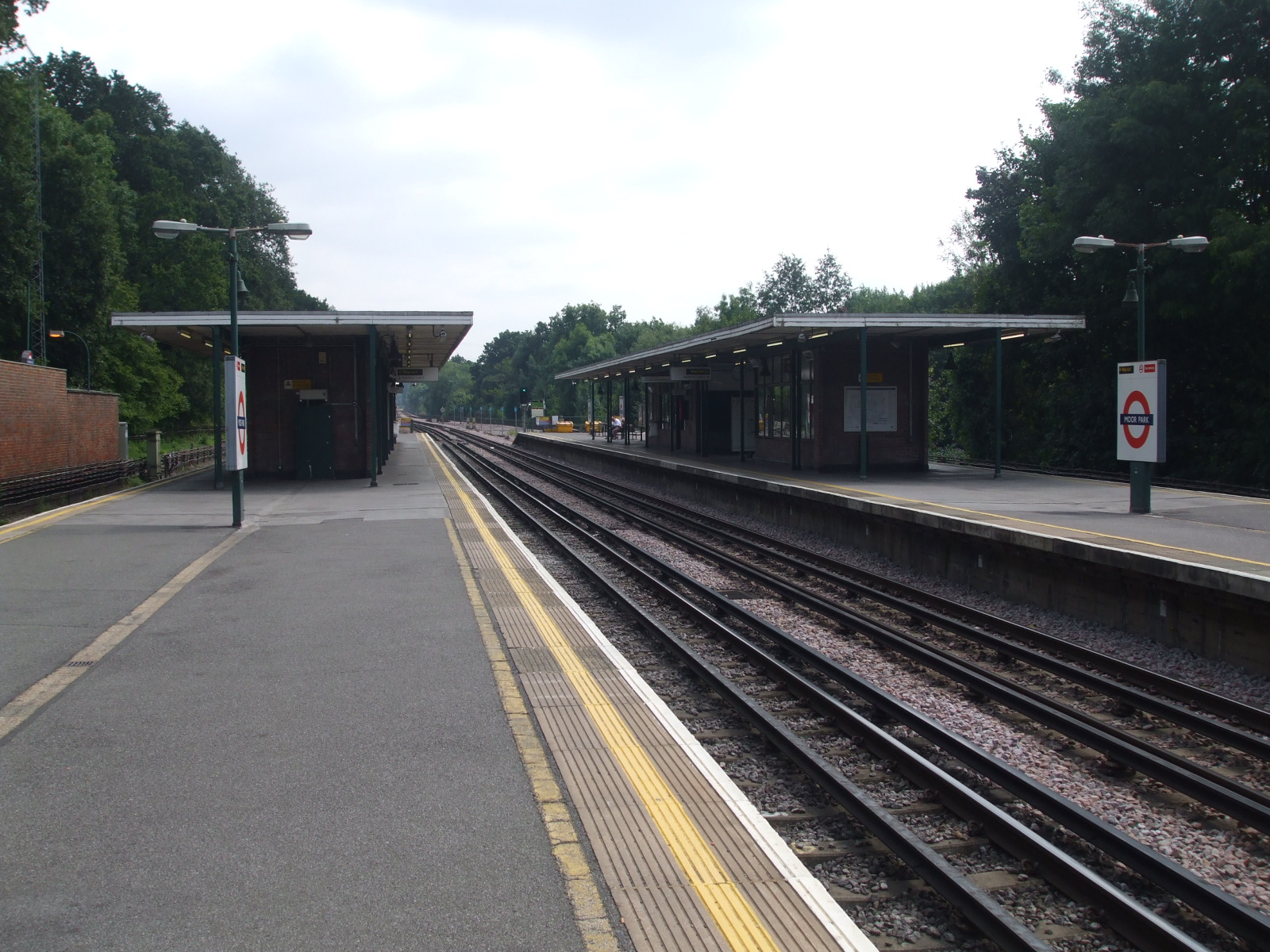